# Essamaye Football Club
Actualités
Essamaye Football Club est un club de football sénégalais basé à Ziguinchor.

## Histoire
Essamaye Football Club auparavant appelé Gazelles FC de Bignona avant changement d'identité est un club de football sénégalais créé en 2016 et basé à Ziguinchor. Il accède en National 2 en 2021 puis en National 1 en 2024. Gazelles FC de Bignona a été finaliste de la coupe HCCT en 2023. Après avoir été promu en Ligue 2 pour la saison 2025, le club change de nom de Gazelles FC de Bignona et s'acquiert une nouvelle identité pour devenir Essamaye Football Club. Selon le président du club, Serge Diatta, ce changement de nom a été motivé par la volonté des dirigeants de choisir un nom en accord avec la réalité socioculturelle de la région. "Essamay", qui signifie "panthère" ou "guerrier" en langue diola, est donc le nom sous lequel le club de la Casamance entamera sa première saison dans le football professionnel.

## Palmarès
- Coupe HCCT (1)
  - Finaliste : 2023